# Judo na Igrzyskach Azjatyckich 2018
Judo na Igrzyskach Azjatyckich 2018 – jedna z dyscyplin rozgrywana podczas igrzysk azjatyckich w Dżakarcie i Palembangu. Zawody odbyły w dniach 29 sierpnia – 1 września w Jakarta Convention Center w stolicy Indonezji. Do rywalizacji w piętnastu konkurencjach przystąpiło 278 zawodników z 35 państw.

## Uczestnicy
W zawodach wzięło udział 278 zawodników z 35 państw.
| Reprezentacja                | Liczba zawodników |
| ---------------------------- | ----------------- |
| Afganistan                   | 4                 |
| Arabia Saudyjska             | 1                 |
| Chiny                        | 25                |
| Chińskie Tajpej              | 12                |
| Filipiny                     | 6                 |
| Hongkong                     | 5                 |
| Indie                        | 6                 |
| Indonezja                    | 16                |
| Irak                         | 3                 |
| Iran                         | 6                 |
| Japonia                      | 20                |
| Jemen                        | 4                 |
| Jordania                     | 2                 |
| Kambodża                     | 2                 |
| Katar                        | 3                 |
| Kazachstan                   | 15                |
| Kirgistan                    | 15                |
| Korea Południowa             | 19                |
| Korea Północna               | 8                 |
| Laos                         | 6                 |
| Liban                        | 4                 |
| Makau                        | 4                 |
| Malezja                      | 1                 |
| Mongolia                     | 22                |
| Nepal                        | 8                 |
| Pakistan                     | 2                 |
| Palestyna                    | 1                 |
| Sri Lanka                    | 2                 |
| Syria                        | 1                 |
| Tadżykistan                  | 9                 |
| Tajlandia                    | 11                |
| Turkmenistan                 | 6                 |
| Uzbekistan                   | 19                |
| Wietnam                      | 7                 |
| Zjednoczone Emiraty Arabskie | 3                 |
| 35 reprezentacji             | 278               |

## Medaliści
| Konkurencja      | Złoto | Srebro | Brąz |           |
| Mężczyźni        | Mężczyźni | Mężczyźni | Mężczyźni | Mężczyźni |
| ---------------- | --- | --- | --- | --------- |
| –60 kg           | Diyorbek Urozboyev | Toru Shishime | Yang Yung-wei | [ 3 ]     |
| –60 kg           | Diyorbek Urozboyev | Toru Shishime | Lee Ha-rim | [ 3 ]     |
| –66 kg           | An Ba-ul | Jōshirō Maruyama | Jełdos Żumakanow | [ 4 ]     |
| –66 kg           | An Ba-ul | Jōshirō Maruyama | Artur Te | [ 4 ]     |
| –73 kg           | Shōhei Ōno | An Chang-rim | Victor Scvorțov | [ 5 ]     |
| –73 kg           | Shōhei Ōno | An Chang-rim | Mohammad Mohammadi | [ 5 ]     |
| –81 kg           | Didar Chamza | Sa’id Mollaji | Władimir Zolojew | [ 6 ]     |
| –81 kg           | Didar Chamza | Sa’id Mollaji | Otgonbaataryn Uuganbaatar | [ 6 ]     |
| –90 kg           | Gwak Dong-han | Gantulgyn Altanbagana | Komronszoch Ustopirijon | [ 7 ]     |
| –90 kg           | Gwak Dong-han | Gantulgyn Altanbagana | Mashu Baker | [ 7 ]     |
| –100 kg          | Kentaro Iida | Cho Gu-ham | Lchagwasürengijn Otgonbaatar | [ 8 ]     |
| –100 kg          | Kentaro Iida | Cho Gu-ham | Sherali Juraev | [ 8 ]     |
| +100 kg          | Kim Sung-min | Öldzijbajaryn Düürenbajar | Bekmurod Oltiboyev | [ 9 ]     |
| +100 kg          | Kim Sung-min | Öldzijbajaryn Düürenbajar | Szakarmamad Mirmamadow | [ 9 ]     |
| Kobiety          | | | |           |
| –48 kg           | Jeong Bo-kyeong | Ami Kondo | Galbadrachyn Otgonceceg | [ 10 ]    |
| –48 kg           | Jeong Bo-kyeong | Ami Kondo | Mönchbatyn Uranceceg | [ 10 ]    |
| –52 kg           | Natsumi Tsunoda | Park Da-sol | Kachakorn Warasiha | [ 11 ]    |
| –52 kg           | Natsumi Tsunoda | Park Da-sol | Rim Song-sim | [ 11 ]    |
| –57 kg           | Momo Tamaoki | Kim Jin-a | Dordżsürengijn Sumjaa | [ 12 ]    |
| –57 kg           | Momo Tamaoki | Kim Jin-a | Lien Chen-ling | [ 12 ]    |
| –63 kg           | Nami Nabekura | Kiyomi Watanabe | Han Hee-ju | [ 13 ]    |
| –63 kg           | Nami Nabekura | Kiyomi Watanabe | Tang Jing | [ 13 ]    |
| –70 kg           | Saki Niizoe | Kim Seong-yeon | Gulnoza Matniyazova | [ 14 ]    |
| –70 kg           | Saki Niizoe | Kim Seong-yeon | Cend-Ajuuszijn Narandżargal | [ 14 ]    |
| –78 kg           | Ruika Sato | Park Yu-jin | Ikumi Oeda | [ 15 ]    |
| –78 kg           | Ruika Sato | Park Yu-jin | Ma Zhenzhao | [ 15 ]    |
| +78 kg           | Akira Sone | Kim Min-jeong | Gülżan Isanowa | [ 16 ]    |
| +78 kg           | Akira Sone | Kim Min-jeong | Wang Yan | [ 16 ]    |
| Mikst            | | | |           |
| Zawody drużynowe | Japonia · Mashu Baker · Masashi Ebinuma · Haruka Funakubo · Kokoro Kageura · Yūsuke Kobayashi · Saki Niizoe · Takeshi Ōjitani · Shōhei Ōno · Akira Sone · Momo Tamaoki · Shiho Tanaka · Sara Yamamoto | Kazachstan · Ziere Biektaskizy · Jolanta Bierdybiekowa · Isłam Bozbajew · Didar Chamza · Gülżan Isanowa · Kamszat Karassajkizy · Jerassyl Każybajew · Siewara Niszanbajewa · Zarina Rajfowa · Żansaj Smagułow · Sanżar Żabborow · Jełdos Żumakanow | Korea Południowa · Ahn Joon-sung · An Chang-rim · Cho Gu-ham · Gwak Dong-han · Han Mi-jin · Jeong Hye-jin · Kim Jan-di · Kim Min-jeong · Kim Seong-yeon · Kim Sung-min · Kwon You-jeong · Lee Jae-yong | [ 17 ]    |
| Zawody drużynowe | Japonia · Mashu Baker · Masashi Ebinuma · Haruka Funakubo · Kokoro Kageura · Yūsuke Kobayashi · Saki Niizoe · Takeshi Ōjitani · Shōhei Ōno · Akira Sone · Momo Tamaoki · Shiho Tanaka · Sara Yamamoto | Kazachstan · Ziere Biektaskizy · Jolanta Bierdybiekowa · Isłam Bozbajew · Didar Chamza · Gülżan Isanowa · Kamszat Karassajkizy · Jerassyl Każybajew · Siewara Niszanbajewa · Zarina Rajfowa · Żansaj Smagułow · Sanżar Żabborow · Jełdos Żumakanow | Chiny · Bayandelihei · Buhebilige · Feng Xuemei · Jiang Yanan · Liu Hongyan · Qing Daga · Qiu Shangao · Shen Zhuhong · Wang Yan · Xie Yadong · Zhang Wen · Zhu Ya                                      | [ 17 ]    |

## Tabela medalowa
| Pozycja | Reprezentacja                | Złoto | Srebro | Brąz | Razem |
| ------- | ---------------------------- | ----- | ------ | ---- | ----- |
| 1.      | Japonia                      | 9     | 3      | 1    | 13    |
| 2.      | Korea Południowa             | 4     | 6      | 3    | 13    |
| 3.      | Kazachstan                   | 1     | 1      | 3    | 5     |
| 4.      | Uzbekistan                   | 1     | 0      | 3    | 4     |
| 5.      | Mongolia                     | 0     | 2      | 5    | 7     |
| 6.      | Korea Północna               | 0     | 1      | 1    | 2     |
| 6.      | Iran                         | 0     | 1      | 1    | 2     |
| 8.      | Filipiny                     | 0     | 1      | 0    | 1     |
| 9.      | Chiny                        | 0     | 0      | 4    | 4     |
| 10.     | Chińskie Tajpej              | 0     | 0      | 2    | 2     |
| 10.     | Kirgistan                    | 0     | 0      | 2    | 2     |
| 10.     | Tadżykistan                  | 0     | 0      | 2    | 2     |
| 10.     | Tajlandia                    | 0     | 0      | 2    | 2     |
| 14.     | Zjednoczone Emiraty Arabskie | 0     | 0      | 1    | 1     |
| Razem   | Razem                        | 15    | 15     | 30   | 60    |